# Odontopera ochrea
Odontopera ochrea là một loài bướm đêm trong họ Geometridae.